# 赖少其

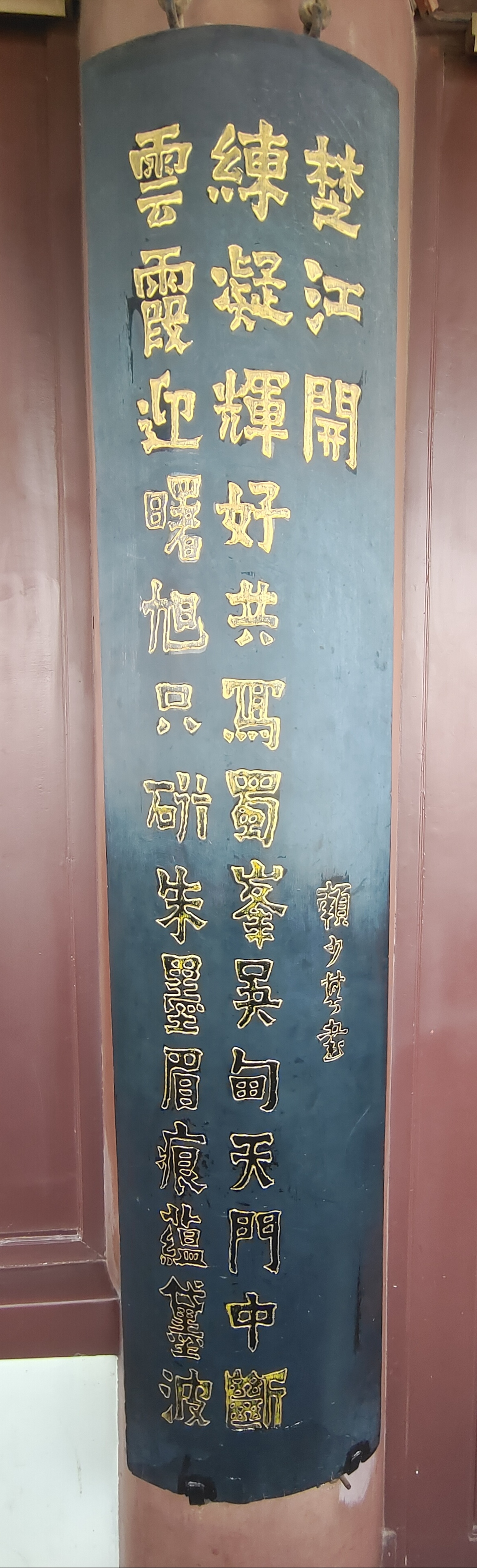
賴少其書黃鶴樓楹聯

赖少其（1915年5月—2000年11月28日），又名少麒，男，广东普宁人，中国画家，擅长中国画、版画，曾任政协第一届全体会议代表，第六、七届全国政协委员，第三届全国人大代表。

## 生平
1915年出生于广东普宁，1932年考入广州市立美术学校，受鲁迅影响和李桦共同在广州兴起木刻运动，1939年10月参加新四军担任三支队五团政治处宣教股长。皖南事变后被捕入狱，关押在上饶集中营，在狱中认识冯雪峰。后在巡回演出中逃脱宪兵追捕，辗转前往苏中解放区。1949年后先后担任华东局文委委员、华东文联秘书长、上海文联副主席、安徽省委宣传部副部长，1957年筹备建立上海中国画院。
2000年11月28日逝世，享年85岁。

## 家庭
妻子是曾菲。